# Joachim Siegel
Joachim Siegel (* 2. Oktober 1909 in Berlin; † 16. Juli 1980 ebenda) war ein deutscher Maler, Zeichner und Grafiker.

## Leben und Werk
Nach dem Ende des Zweiten Weltkrieges arbeitete Siegel in Ost-Berlin als freischaffender Künstler. Er war Mitglied des Verbands Bildender Künstler der DDR und schuf Bilder im Stil des Sozialistischen Realismus der 1950er Jahre. Entsprechend der Aufforderung, dass die Künstler in die Betriebe gehen sollten, um die Arbeiter kennenzulernen und im Bild festzuhalten, hielt er sich 1958 im Rahmen der Aktion Berlin hilft dem Oderbruch mit Helmut Diehl, Hanfried Schulz und Gertrud Triebs (1917–1964) zur künstlerischen Arbeit in der Maschinen-Traktorenstation Golzow auf.

## Teilnahme an zentralen und wichtigen regionalen Ausstellungen in der DDR
- 1951/1952: Berlin, Museumsbau am Kupfergraben („Künstler schaffen für den Frieden“)
- 1952: Zittau, Bautzen und Görlitz (Wanderausstellung „Berliner Künstler“)
- 1954, 1957, 1958 und 1960: Berlin, Bezirkskunstausstellungen

## Werke (Auswahl)
- Junger Stahlwerker (1952, Öl)[1][2]
- Singendes Mädchen (1952, Öl)[3][2]
- Afrikanischer Minenarbeiter (1952, Zeichnung)[4][2]
- Unsere Jugend (1952, Zeichnung)[5][2]